# Super Mario Bros.: A film
A Super Mario Bros.: A film (eredeti cím: The Super Mario Bros. Movie) 2023-ban bemutatott amerikai-japán 3D-s számítógépes animációs kalandfilm, amelyet Aaron Horvath és Michael Jelenic rendezett a Nintendo által megalkotott Super Mario videojáték-sorozaton alapján. A filmben Chris Pratt szolgáltatja Mario hangját. Ez a harmadik Super Mario Bros. filmadaptáció, az első az 1986-os Super Mario Bros.: Peach-Hime Kyushutsu Dai Sakusen! és az 1993-as Super Mario Brothers után. A filmben még szinkronhangként közreműködik, Anya Taylor-Joy, Charlie Day, Jack Black, Keegan-Michael Key, Seth Rogen, Fred Armisen, Sebastian Maniscalco, Charles Martinet és Kevin Michael Richardson.
Az 1993-as Super Mario Brothers pénzügyi és kritikai bukása után, a Nintendo vonakodott eladni újra a film megfilmesítési jogait. Mario alkotója Shigeru Miyamoto, akkor kezdett el érdeklődni egy újabb film gyártása iránt, amikor a Nintendo együtt dolgozott a Universal Parks & Resorts-szal a Super Nintendo World megalkotásában, ekkor ismerkedett meg Miyamoto Chris Meledandri-val az Illumination alapítójával. 2016-ban kezdték ketten együtt fejleszteni egy Mario filmet. 2018 januárjában a Nintendo bejelentette hogy készül a Mario film, az Illumination gyártásában és a Universal Pictures forgalmazásában. A film gyártása 2020-ig zajlott. A film első előzetese 2022. október. 6-án lett bemutatva a Nintendo Direct rendezvényén.
A Super Mario Bros.: A film az Egyesült Államokban 2023. április. 5-én a Universal Pictures forgalmazásában, míg Magyarországon egy nappal később került a mozikba a UIP-Dunafilm gondozásában.

## Cselekmény
Az olasz testvérek, Mario és Luigi nemrégiben vízvezeték-szerelő vállalkozásba kezdtek Brooklynban. A vállalkozás nehézségekbe ütközik, és apjuk rosszallja Mario döntését, hogy otthagyja állandó állását. Miután a hírekben látnak egy jelentős csatornaszivárgást, Mario és Luigi a föld alá mennek, hogy megjavítsák, de beszippantja őket egy görbületi cső, és elválasztják őket egymástól.
Mario a Gomba Királyságban landol, amelyet Peach hercegnő irányít, míg Luigi a Sötét Országokban, amelyet Bowser irányít. Bowser feleségül akarja venni Peach-et, és a Szupercsillag segítségével elpusztítja a Gombakirályságot, ha a lány visszautasítja. Bowser bebörtönzi Luigit, hogy megzsarolja Mariót, akit konkurenciának tekint Peach kegyeiért. Mario találkozik Toaddal, aki elvezeti őt Peachhez. Peach azt tervezi, hogy szövetségre lép a Dzsungel Királysággal, hogy segítsen visszaverni Bowsert, és beleegyezik, hogy Mario és Toad is magával vigye. Cranky Kong király beleegyezik a segítségbe, azzal a feltétellel, hogy Mario legyőzi fiát, Donkey Kongot egy harcban. A bizonytalan kezdés ellenére Mario legyőzi Donkey Kongot a Macskaöltöny segítségével.
Mario, Peach, Toad és a Kongs gokartokkal hajtanak Bowserhez, de a serege rajtaüt a Rainbow Roadon. Amikor egy Koopa tábornok lerombolja az út egy részét, Mario és Donkey Kong az óceánba zuhan, és egy Maw-Ray felfalja őket, míg a többi Kongot elfogják. Peach és Toad visszatérnek a Gombakirályságba, és evakuálásra szólítják fel a lakosokat. Bowser megérkezik repülő kastélya fedélzetén és megkéri a kezét; Peach vonakodva elfogadja, miután megkínozza Toadot. Miután megbeszélik az apjukkal kapcsolatos problémáikat, Mario és Donkey Kong gokartjának rakétájával megszöknek a Maw-Rayből, és Bowser és Peach esküvőjére sietnek.
Az esküvői fogadáson Bowser az összes foglyát lávában akarja kivégezni, "ajándékként" Peach-nek. Varangy egy jégvirágot csempész Peach csokrában. Peach megfagyasztja Bowsert és kiszabadítja a foglyokat Donkey Konggal és Marióval együtt, utóbbi egy Tanooki Suitot használ, hogy megmentse Luigit. Bowser kiszabadítja magát, és egy Banzai Billt hív, hogy elpusztítsa Peach kastélyát, de Mario a Warp Pipába tereli azt. Ennek hatására Bowser kastélya Brooklynba kerül. Miközben Bowserrel harcolnak, Mario és Luigi elkapják a Szupercsillagot, legyőzhetetlenné válnak, és legyőzik a Koopákat. Bowsert egy Mini gombával összezsugorítják, és egy üvegbe zárják. Brooklyn lakói ünneplik Mariót és Luigit, beleértve Spike-ot és szüleiket is. Mario és Luigi új házba költözik a Gomba Királyságban, egy csővel, amivel bármikor visszatérhetnek Brooklynba, amikor csak szükségük van rá.

## Szereplők
| Szereplő       | Eredeti hang             | Magyar hang     |
| -------------- | ------------------------ | --------------- |
| Mario          | Chris Pratt              | Szemenyei János |
| Peach hercegnő | Anya Taylor-Joy          | Mentes Júlia    |
| Luigi          | Charlie Day              | Jakab Márk      |
| Bowser         | Jack Black               | Gémes Antos     |
| Toad           | Keegan-Michael Key       | Szabó Máté      |
| Donkey Kong    | Seth Rogen               | Gacsal Ádám     |
| Cranky Kong    | Fred Armisen             | Harsányi Gábor  |
| Foreman Spike  | Sebastian Maniscalco     | Tóth Roland     |
| Kamek          | Kevin Michael Richardson | Kerekes József  |
| Pingvinkirály  | Khary Payton             | Törköly Levente |
| Mario apja     | Charles Martinet         | Németh Gábor    |
| Giuseppe       | Charles Martinet         | Eredeti hang    |
| Tony bácsi     | Rino Romano              | Mihályfi Balázs |
| Arthur bácsi   | John DiMaggio            | Koncz István    |
| Mario anyja    | Jessica DiCicco          | Pálos Zsuzsa    |
| Lumalee        | Juliet Jelenic           | Tanka Natália   |

### Magyar változat
- Magyar szöveg: Speier Dávid
- Felvevő hangmérnök: Gábor Dániel
- Vágó: Kajdácsi Brigitta
- Gyártásvezető: Kincses Tamás
- Zenei rendező: Bolba Tamás
- Szinkronrendező: Nikodém Zsigmond
- Produkciós vezető: Hagen Péter

A szinkront a Mafilm Audio Kft. készítette.

## A film készítése

### Fejlesztés
A Super Mario Brothers 1993-as filmadaptációjának kritikai és kereskedelmi kudarca után a japán videojáték-gyártó Nintendo óvatos lett, ha filmadaptációra kell engedélyt adnia. A Mario alkotója, Mijamoto Sigeru szerint egy új Mario-film ötlete abból adódott, hogy régebbi játékaikat a Virtual Console-ra és más szolgáltatásokra vitték; az ilyen átállások időbe teltek a cég számára, és Miyamoto felismerte, hogy "a tartalomüzletágunk még tovább fejlődhetne, ha a régóta kedvelt szoftverünket a videóeszközökkel kombinálni tudnánk, és hosszabb ideig együtt használhatnánk őket." Miyamoto tudta, hogy egy film elkészítésének folyamata messze eltér egy videojáték készítésének folyamatától, és filmes szakembert akart a munka élére.
A Sony Pictures 2014. novemberi hackertámadása után nyilvánosságra kerültek Avi Arad producer, Amy Pascal stúdiófőnök, Tom Rothman, a TriStar Pictures vezetője és Michelle Raimo Kouyate, a Sony Pictures Animation produkciós elnöke közötti e-mailek, amelyekből kiderült, hogy a Sony már évek óta próbálta megszerezni a Mario franchise filmes jogait. Arad 2014 februárjában és júliusában Tokióban járt a Nintendónál, hogy megpróbáljon üzletet kötni. Októberben Arad e-mailt küldött Pascalnak, és közölte, hogy lezárta az üzletet a Nintendóval. Pascal azt javasolta, hogy a Sony Pictures Animation Hotel Transylvania rendezőjét, Genndy Tartakovsky-t vegye fel a projekt fejlesztéséhez, míg Kouyate azt mondta, hogy "3-4 filmre tudna gondolni rögtön a kapunál", és reményét fejezte ki, hogy "felépít[het]nek egy Mario-birodalmat." Az e-mailek kiszivárgása után azonban Arad tagadta, hogy az üzlet megköttetett volna, és azt állította, hogy a tárgyalások csak most kezdődtek. A BuzzFeed News megjegyezte, hogy az e-mailek nem vették figyelembe a Sony Pictures vállalati testvérével, a Sony Interactive Entertainmenttel, a Nintendo egyik fő versenytársával való esetleges konfliktusokat.
A Nintendo és a Universal Parks & Resorts együttműködésén keresztül, amelynek célja Mario-alapú látványosságok létrehozása volt, és amelynek eredménye később a Super Nintendo World lett, Miyamoto találkozott Chris Meledandrival, a Universal Pictures Illumination Entertainment animációs részlegének alapítójával. Miyamoto úgy találta, hogy Meledandri kreatív folyamata hasonló a sajátjához, és úgy érezte, hogy ő lenne a megfelelő vezető egy Mario-filmhez. 2016-ra komolyabb tárgyalásokba kezdtek, tudván, hogy ha úgy érzik, hogy nem fog működni, akkor könnyen elállhatnak tőle. 2017 novemberében jelentek meg hírek arról, hogy a Nintendo együttműködik a Universal és az Illumination céggel egy animációs Mario-film elkészítésében. 2017 novemberében Kimisima Tacumi, a Nintendo akkori elnöke tisztázta, hogy az üzletet még nem véglegesítették, de hamarosan bejelentésre kerül sor. Kimishima remélte, hogy ha az üzlet sikerül, akkor egy 2020-as megjelenési dátum lehetséges lesz
2018 januárjában a Nintendo bejelentette, hogy a film Miyamoto és Meledandri társproducerével halad előre. 2018-ban Meledandri azt mondta, hogy a film "prioritás" az Illumination számára, és hogy valószínűleg 2022-ben fog megjelenni. Hozzátette, hogy Miyamoto "elöl és a középpontban" lesz a forgatás során. 2020 januárjában Shuntaro Furukawa, a Nintendo elnöke kijelentette, hogy a film "zökkenőmentesen halad", és várhatóan 2022-ben fog megjelenni. Furukawa azt is elmondta, hogy a Nintendo birtokolja majd a film jogait, és a Nintendo és a Universal is finanszírozza majd a gyártást.
2021 augusztusában derült ki, hogy a Tini titánok, harcra fel! alkotói, Aaron Horvath és Michael Jelenic rendezték a filmet, miután felfedezték az Illumination egyik animátorának LinkedIn profilját, amely a filmet tartalmazta a listájukon.

### Szereplőgárda
2021 februárjában Charles Martinet, Mario eredeti szinkronhangja, megjegyezte, hogy örülne ha Mario hangját adhatná a készülő filmben. 2021 augusztusában Sebastian Maniscalco megerősítette hogy ő fogja Foreman Spike hangját adni a filmben.
2021 szeptemberében a Nintendo Direct rendezvényen Miyamoto leleplezte, hogy Chris Pratt, Anya Taylor-Joy, Charlie Day, Jack Black, Keegan-Michael Key, Seth Rogen, Fred Armisen, Kevin Michael Richardson és Sebastian Maniscalco fogja adni a főszereplők hangják, plusz Charles Martinet is egy megnem nevezett szerepben fog szerepelni. Ez a bejelentés elég megosztó volt a rajongók körében. Egyesek utálták a szereplőosztást, míg mások örültek ennek a sztárokból álló gárdának. Egyesek meg csak megkérdőjelezték egyes szereplők szinkronhangjainak megválasztását, különösen Chris Pratt, mint Mario, hiszen a rajongók Charles Martinetet szerették volna hallani Marionál (Martinet 1992 óta hangoztatja Mariot). Meledandri kijelentette, hogy Chris Pratt nem fogja vastag olasz akcentussal megszólaltatni Mariot. Az első előzetes után Tara Strong színésznő bírálta Chris Prattet Marioként, és inkább jobban hallaná Charles Martinetet Marioként.
Charlie Day elmondása szerint, a cselekmény részleteit titokban tartották a színészek előtt a felvételek során. Azt is elmondta hogy több jelenetet többször is rögzítettek, majd kiválasztották belőle azt, ami a legjobban illik az adott jelenethez.

### Animáció
A film animációi Párizsban, Franciaországban zajlottak az Illumination Studios Paris által, ahogy a korábbi Illumination filmeké is. A gyártás 2020 szeptemberéig zajlott.

### Zene
A Nintendo Direct rendezvényén Chris Meledandri elárulta, hogy a film zenéjét Brian Tyler szerzi. Ezek mellett kiderült hogy Tyler szorosan közreműködik a Mario régi zeneszerzőjével Koji Kondóval, hogy a régi játékok témáit beletudják építeni a filmbe. Ezek mellett Jack Black és Keegan-Michael Key készít egy zenét a filmhez.

## Marketing
2021 szeptemberében a Nintendo Direct nyilvánosságra hozta a film első plakátját amin egy "?Block" szerepelt a film szereplőinek nevével, ezt sokan csúfolták az egyszerűsége miatt. 2022. október 4-én kiadták a film második plakátját amin Mario áll hátat fordítva, Toadok társaságában, miközben a dombtetőn Peach hercegnő kastélya látható. Ezenkívül 2022. október. 6-án a Nintendo Direct rendezvényen élőben közvetítették a film első előzetesét. Az előzetes még ugyan ezen a napon ismét prezentálva lett a New York-i Comic Conon. Az új plakát már nagy dicséretben részesült, a látványvilág miatt.
Október 5-én szivárgott ki Twitteren egy kép, ami Mario új renderelésre váró arca látható, amely nagyon hasonlított az előző nap nyilvánosságra hozott plakáton látható Mariora. A legtöbben pozitívan fogadták a külsőt, bár voltak akik egyenesen visszataszítónak találták a kicsit túl realisztikus külsőt, sokan ezt a külsőt az első borzalmas Sonic külsőhöz hasonlították a 2019-es Sonic, a sündisznó előzetesből. A kiszivárgott kép mint később kiderült igaz volt.
Október 6-án miután élőben közvetítették az előzetes, sok dolog kiderült a film történetéről. Az előzetesben Bowser és Kamek megtámadja a pingvin birodalmat, majd miután győzelmet aratnak Bowser megkaparintja az erőcsillagot. Ezután egy újabb jelenetben Mario megérkezik Gombakirályságba, ahol találkozik egy Toaddal és ketten indulnak tovább Gombakirályság felé. Az előzetes utolsó jelenetében Luigi látható amint a Dry Bones hordája elől menekül. A New Yorki Comic Conon az előzetes levetítése után volt egy rövid kérdezz-felelek Jack Black-kel ahol kijelentette hogy Bowsernek lesz egy betétdala a filmben. Az első előzetest az első 24 órában 3 millióan nézték meg.
Az előzetest egész jól fogadták, dicsérték a látványvilágot és hangot, főleg Black és Key teljesítményét Bowser és Toad szerepében. A legnagyobb kritikát Chris Pratt kapta, ugyanis túlságosan hasonlított a normál hangjához. A Vic Hood a TechRadar újságírója megjegyezte hogy Mario szavaiba enyhe New York-i akcentus figyelhető meg, és hogy a Pratt féle Mario visszalépésnek fog tűnni Charles Martinet Marioja mellett. A Gurdian szintén az első Sonic, a sündisznó előzeteshez hasonlította Pratt hangját, mint Mario.
November 29-én jelent meg a második előzetes, ebben már sokkal több minden szerepel Mario világaból: feltűnik Donkey Kong, Peach hercegnő és Yoshi is, Luigi is több szerepet kap, aki Bowsernél köt ki; látható még Mario és Luigi „civilként” a való világban vízvezetékszerelőként, majd ahogy Mario először ismerkedik a különböző lebegő pályák nehézségeivel, később a Mario Kart játékból ismerős járművekkel száguldanak a karakterek.

## Kiadás
A Super Mario Bros.: A film a Universal Pictures tervei szerint először Németországban fog megjelenni 2023. március. 23-án. Következő megálló Franciaország lesz, itt 2023. március. 28-án fog megjelenni. Majd Ausztráliában, Új-Zélandon, Magyarországon, Közép-Amerikában, és latin amerikai országokban pl. Brazíliában, Bolíviában, Uruguayban, Chilében, Kolumbiában, Mexikóban és Paraguayban 2023. március. 30-án fog debütálni a mozikban. Egy nappal az Amerikai megjelenés előtt 2023. április. 6-án fog megjelenni Olaszországban és Venezuelában. Az Egyesült Államokban és Argentínában pedig 2023. április. 5-én fog megjelenni. Ezután Japánban 2023. április. 28-án fog megjelenni. Végül Dél-Koreában 2023. május. 3-án fog debütálni. A film 45 nappal a megjelenés után lesz elérhető a Peacockon.
A film eredeti megjelenési dátuma 2022. december. 21-e lett volna, de ezt eltolták 2023 tavaszára.

## Jövő
2021 májusában Furukawa azt mondta, hogy elképzelhető, hogy a Nintendo folytatásokat és spin-offokat gyártana a franchise-hoz, ha az animációs Mario film sikeres lesz (ami a premier napján az lett). Novemberben jelentek meg hírek arról, hogy az Illumination gondolkozik egy Donkey Kong filmen, melyben Seth Rogen visszatérne a címszereplő hangjára. 2022 februárjában Charlie Day érdeklődést fejezett ki, egy Luigi's Mansion film készítése iránt.